# Аксу-Аюлы

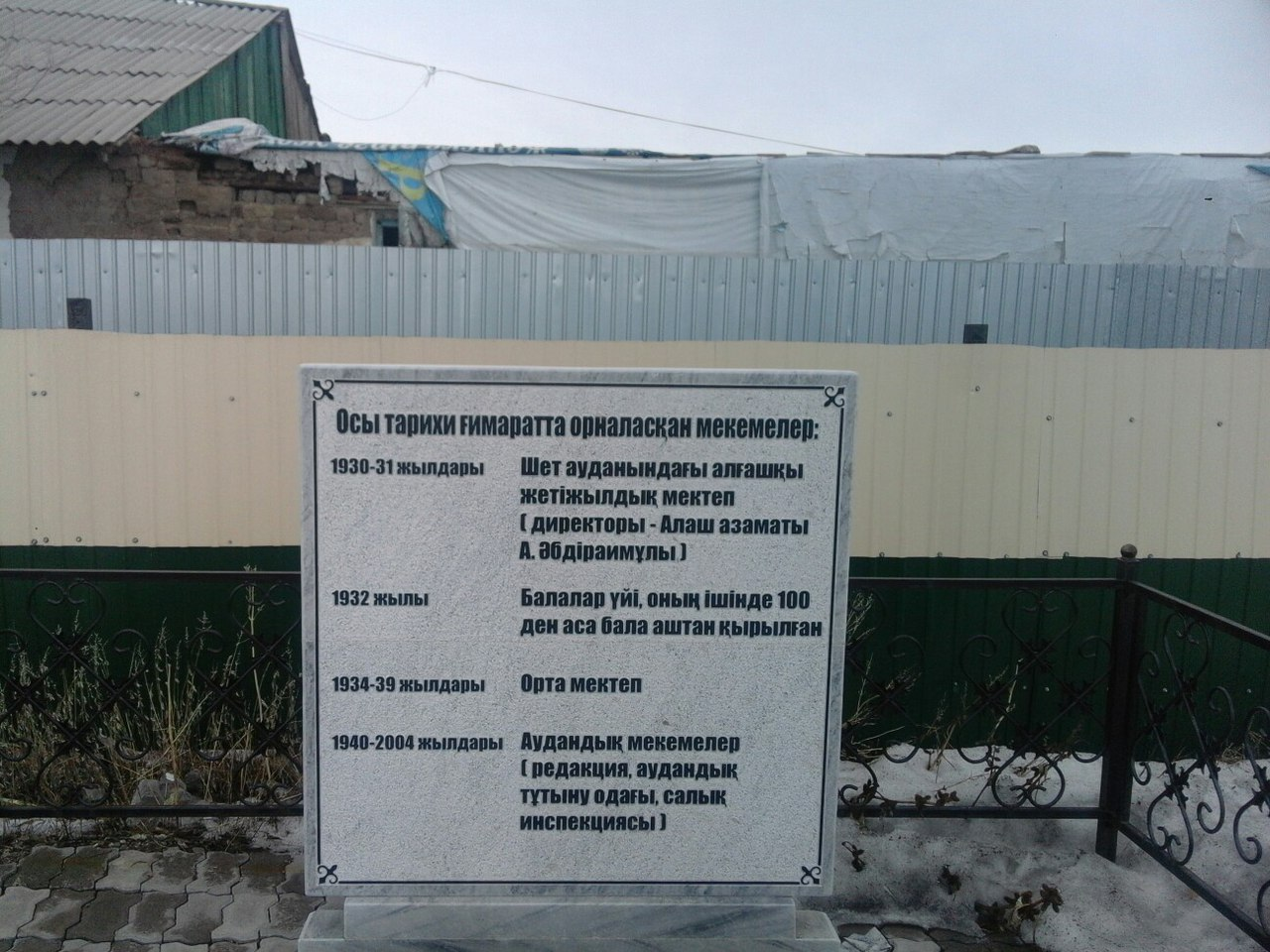
Памятная доска о жертвах голода в Казахстане 1932—1933 годов

Аксу-Аюлы (каз. Ақсу-Аюлы) — село в Шетском районе Карагандинской области Казахстана. Административный центр Шетского района и центр Аксу-Аюлинского сельского округа. Код КАТО — 356430100.

## История
Село основано в 1931 году. В 1956 году в 80 км к юго-западу от села было открыто Коктенкольское молибденовое месторождение.

## Расположение
Расположено в 130 км к юго-востоку от города Караганды, на слиянии рек Аксу и Шерубайнура, у восточного подножия горы Аюлы.

## Транспортные связи
Ближайшая железнодорожная станция Жарык (в 90 км) на железной дороге Караганда — Шу. Через Аксу-Аюлы проходит автомобильная дорога Астана — Балхаш — Алма-Ата (Автодорога M-36).

## Население
В 1999 году население села составляло 4522 человека (2244 мужчины и 2278 женщин). По данным переписи 2009 года, в селе проживало 4586 человек (2239 мужчин и 2347 женщин).
На начало 2019 года, население села составило 4098 человек (2106 мужчин и 1992 женщины).

## Образование
Детские сады:
Государственные:
- Балдырған (? Мест)
- Нурдаулет с 2012 года (50 мест)

Частные:
- Фатих Султан
- Казыгурт

Средние школы:
- Казахская школа-гимназия имени Ы. Алтынсарина
- Смешанная школа-гимназия имени Ж. Акылбаева (до 2015 года — М. Горького)

ССУЗы:
- Агротехнический колледж — с 2013 года (ранее — Профессиональная школа № 11)

Другие:
- Музыкальная школа имени С. Мухамеджанова
- Детская и юношеская спортивная школа

## Культура и искусство
- Дом культуры
- Районная библиотека
- Краеведческий районный музей

## Достопримечательности
- Памятник Жангутты би перед районным акиматом.
- Памятник Шортанбаю жырау рядом с универмагом.
- Мемориальный комплекс жертвам голода 1932-33 гг
- Бюст Ы. Алтынсарина перед одноимённой школой
- Бюст С. Сейфуллина на сквере одноимённой улицы
- Аксу-Аюлинские курганы — археологический памятник в 2 км к северу от села[7].
- Телевизионная вышка на горе Аюлы (1989г)
- Памятник Жидебай батыру напротив РОВД.
- Памятник ликвидаторам аварии в Чернобыльской АЭС в большом парке.

## Улицы
Центральная улица — ул. Шортанбай жырау (бывшая Мира).
Параллельные улицы к центральной улице: М. Жапакова, Жангутты би, Абая, Жезказганская, Сейфуллина (бывшая улица Маяковского), Дербисалы, Тлеулина.
Перпендикулярные улицы к центральной улице: А. Хасенова, Жидебай батыра, Кулейменова, Кумжон.

## Религия
Одна мечеть имени Жангутты би

## Кладбище
1. Көпбейіт зираты, на левой части дороги в сторону Жарык. Смешанная старая большая. Рядом Аксу-Аюлинские курганы.
2. Қорым зираты. На правой части дороги в сторону Жарык. Мусульманское.
3. Қолдабай зираты (Бәйгітөбе зираты). На левой части дороги в сторону Балхаш. Мусульманское.
4. Шортанбай зираты. На левой части дороги в сторону Балхаш. Мусульманское старое у реки. Шортанбай жырау похоронен.
5. На правой части дороги в сторону Балхаш. За районной больницей.
6. На левой части дороги в сторону Караганды. Мусульманское, новое, маленькая.
7. Аюлы зираты?. У подножья горы Аюлы.
8. Ашаршылық зираты (Кладбище голода). В черте села на улице Сейфуллина.
9. Стелла "Часы" на пересечении улиц С.Сейфуллина, Дербисалы батыра и А.Хасенова.

## Парки
- Большой парк 1954 года

## Известные уроженцы
- Жамбыл Акылбаев — казахстанский и советский учёный
- Нурлан Абдиров — казахстанский общественный деятель, депутат мажилиса парламента Казахстана
- Дулатбеков, Нурлан Орынбасарович — казахстанский общественный деятель, депутат сената парламента Казахстана
- Ихлас Адамбеков (1912—1941) — советский казахский поэт[8]
- Канжанов, Беймбет Кайратович

1. Сатибеков Даулет Рысбаевич